# Мърсифул Фейт
Мърсифул Фейт е датска хевиметъл група от Копенхаген, формирана през 1981 г. от вокалиста Кинг Дайъмънд и китариста Ханк Шърман.

## История
Групата е основана в Копенхаген през 1980 г. от Ханк Шърман от Brats и Кинг Дайъмънд от Black Rose. Две години по-късно излиза мини албума Mercyful Fate. За кратко време след това са издадени легендарните Melissa (1983) и Don't Break the Oath (1984). Те са последвани от турне в САЩ, по време на което групата се разпада. Кинг Дайъмънд заедно с Тими Хансен и Майкъл Денър създава група на свое име King Diamond, докато Хан Шърман формира Fate.
През юли 1992 г. всички от класическия състав, с изключение на Ким Ръз, решават да възстановят бандата. Те подписват с американския лейбъл Metal Blade Records. In the Shadows излиза през 1994 г. В записите на песента Return of the Vampire участие взима и Ларс Улрих от Metallica. До 1999 г. бандата записва 5 албума. Оттогава насам Mercyful Fate няма участия, въпреки че Кинг Дайъмънд твърди през март 2008 г. пред финландското издание HardcoreSounds, че бандата в никакъв случай не се е разпадала. През 2008 г. са записани нови версии на песните Evil и Curse Of The Pharaohs специално за играта Guitar Hero: Metallica. В нея влязла обаче само първата песен.

## Стил и влияние
Mercyful Fate е част от първата вълна блек метъл, заедно с групите Venom, Bathory и Hellhammer. За разлика от другите групи на първата вълна, типичните за Mercyful Fate елементи са повлияни от прогресив рока, епчния хардрок на 1970–те, и традиционен хевиметъл. Много от песните на групата са с текстове за сатанизъм и окултизъм, а Кинг Дайъмънд е първият изпълнител, който използва корпспейнт.
Много музиканти сочат групата като тяхно вдъхновение. Някои от тях са Кери Кинг и Джеф Ханеман от Slayer, както и техния албум Hell Awaits.

## Състав
| Последни членове - Кинг Дайъмънд – вокали, клавиши (1981–1985; 1993–1999; 2008; 2011) - Ханк Шърман – китара (1981–1985; 1993–1999; 2008; 2011) - Шарли Д'Анджело – бас (1993–1999) - Бярн Холм – барабани (1994–1999; 2008) - Майк Уийд – китара (1996–1999) |  | Предишни членове - Карстен Ван Дер Волсинг – китара (1981) - Ян Линдблад – барабани (1981) - Тими Хансен – бас (1981–1985; 1993; 2008; 2011) - Ник Смит – барабани (1981) - Ким Ръз – барабани (1981–1985) - Бени Петерсен – китара (1981–1982) - Майкъл Денър – китара (1982–1985; 1993–1996; 2008; 2011) - Мортен Ниелсен – барабани (1993) - Сноуи Шау – барабани (1993–1994) |

## Дискография
| - Melissa (1983) - Don't Break the Oath (1984) - In the Shadows (1993) - Time (1994) - Into the Unknown (1996) - Dead Again (1998) - 9 (1999) - Mercyful Fate (1982) - The Bell Witch (1994) | - The Beginning (1987) - Return of the Vampire (1992) - The Best of Mercyful Fate (2003) - Black Masses (1983) - Egypt (1993) - Evil (2009) |